# Atletica leggera ai XVII Giochi del Mediterraneo - Lancio del martello maschile
Le gare di atletica leggera nella categoria lancio del martello maschile si sono tenute il 28 giugno 2013 al Nevin Yanıt Atletizm Kompleksi di Mersin.

## Calendario
Fuso orario EET (UTC+3).
| Data      | Ora   | Turno  |
| --------- | ----- | ------ |
| 28 giugno | 17:30 | Finale |

## Risultati
I 7 atleti partecipanti disputano direttamente la finale, con un totale di sei lanci a disposizione per ciascuno. Il migliore dei sei lanci viene registrato come risultato finale.

### Finale
| Pos | Atleta                   | Paese   | 1º    | 2º    | 3º    | 4º    | 5º    | 6º    | Risultato |
| --- | ------------------------ | ------- | ----- | ----- | ----- | ----- | ----- | ----- | --------- |
|     | Mostafa El Gamel         | Egitto  | 73,82 | 74,32 | 76,68 | 76,02 | X     | X     | 76,68     |
|     | Hassan Abdelgawad        | Egitto  | 73,16 | 72,41 | 73,48 | 73,93 | 74,96 | 74,28 | 74,96     |
|     | Nicola Vizzoni           | Italia  | 74,18 | 72,96 | 73,70 | 74,86 | 74,10 | X     | 74,86     |
| 4   | Quentin Bigot            | Francia | 69,98 | 72,93 | 73,30 | 72,75 | 72,00 | 73,83 | 73,83     |
| 5   | Jérôme Bortoluzzi        | Francia | 69,09 | 72,98 | 71,56 | X     | 71,32 | X     | 72,98     |
| 6   | Lorenzo Povegliano       | Italia  | 71,41 | X     | X     | X     | X     | X     | 71,41     |
| 7   | Konstantinos Stathelakos | Cipro   | X     | X     | 65,16 | 66,29 | 65,40 | 67,26 | 67,26     |